# ديفيد بلات (كرة سلة)
ديفيد بلات (بالعبرية: דייוויד בלאט‏) (بالإنجليزية: David Blatt)‏ مواليد 22 مايو 1959 في بوسطن، هو مدرب كرة سلة أمريكي ولاعب سابق. بدأ مسيرته الاحترافية في سنة 1981. يبلغ طوله 6 قدم 3 بوصة (1.9 م). حقق المركز الأول في بطولة أمم أوروبا لكرة السلة 2007. اعتزل اللعب في 1993.

## سجل المنافسة
شارك في المنافسات التالية:
- بطولة أمم أوروبا لكرة السلة 2007
- بطولة أمم أوروبا لكرة السلة 2011
- الألعاب الأولمبية الصيفية 2008
- الألعاب الأولمبية الصيفية 2012

## الميداليات
| الميدالية | المسابقة                         |
| --------- | -------------------------------- |
| ذهبية     | بطولة أمم أوروبا لكرة السلة 2007 |
| برونزية   | بطولة أمم أوروبا لكرة السلة 2011 |
| ذهبية     | ألعاب مكابيه 1981                |

### الرابطة الوطنية لكرة السلة
| الفريق             | السنة   | G   | W  | L  | W–L% | النهاية | PG | PW | PL | PW–L% | النتيجة                  |
| ------------------ | ------- | --- | -- | -- | ---- | ------- | -- | -- | -- | ----- | ------------------------ |
| كليفلاند كافالييرز | 2014–15 | 82  | 53 | 29 | .646 | 1       | 20 | 14 | 6  | .700  | خسر في نهائيات إن بي إيه |
| كليفلاند كافالييرز | 2015–16 | 41  | 30 | 11 | .732 | (أقيل)  | —  | —  | —  | —     | —                        |
| المسيرة            | المسيرة | 123 | 83 | 40 | .675 |         | 20 | 14 | 6  | .700  |                          |

## روابط خارجية
- ديفيد بلات على موقع كلية كرة السلة في سبورتس رفرنس.كوم (الإنجليزية)
- ديفيد بلات على موقع سبورتس رفرنس (الإنجليزية)
- ديفيد بلات على موقع أوليمبيديا (الإنجليزية)